# Johannes Schnocks
Johannes Schnocks (* 1967 in Hilden) ist ein deutscher römisch-katholischer Theologe und Professor an der  Westfälischen Wilhelms-Universität Münster.

## Leben
Nach dem Abitur am Gertrud-Bäumer-Gymnasium in Remscheid und anschließendem Zivildienst studierte Schnocks von 1989 bis 1995 katholische Theologie in Bonn und Jerusalem. Im Jahr 2002 wurde er an der Rheinischen Friedrich-Wilhelms-Universität Bonn zum Dr. theol. mit einer Arbeit über Psalm 90 und das vierte Psalmenbuch promoviert. Die Arbeit wurde von Frank-Lothar Hossfeld und Heinz-Josef Fabry betreut. Von 1999 bis 2008 war er wissenschaftlicher Mitarbeiter am Alttestamentlichen Seminar der Katholisch-Theologischen Fakultät der Universität Bonn.
Seit 2012 ist er Professor für Zeit- und Religionsgeschichte des Alten Testaments an der Westfälischen Wilhelms-Universität in Münster.
Die Forschungsschwerpunkte von Johannes Schnocks liegen in der Erforschung und Kommentierung der Bücher Psalmen, Ijob und 2 Makkabäer sowie in Arbeiten zu Gewalt und Gewaltüberwindung in alttestamentlichen Texten und ihrer Rezeption.

## Veröffentlichungen (Auswahl)
- Das Alte Testament und die Gewalt. Studien zu göttlicher und menschlicher Gewalt in alttestamentlichen Texten und ihren Rezeptionen. Neukirchener Theologie, Neukirchen-Vluyn 2014.
- Psalmen. Schöningh, Paderborn 2014.
- Rettung und Neuschöpfung. Studien zur alttestamentlichen Grundlegung einer gesamtbiblischen Theologie der Auferstehung. V&R Unipress, Göttingen 2009.
- Vergänglichkeit und Gottesherrschaft. Studien zu Psalm 90 und dem vierten Psalmenbuch (= Bonner biblische Beiträge. Band 140). Philo, Berlin u. a. 2002.